# Bill Russell (Jazzhistoriker)
William Wagner „Bill“ Russell (* 26. Februar 1905 in Canton, Missouri als Russell William Wagner; † 9. August 1992 in New Orleans, Louisiana) war ein US-amerikanischer Komponist, Autor, Produzent und Musiker des Dixieland Jazz.

## Leben und Wirken
Russell lernte als Jugendlicher Geige und besuchte ab 1920 das Quincy Konservatorium und ab 1923 das Culver Stockton College, wo er Chemie, Mathematik und Musikpädagogik für einen Abschluss als Lehrer studierte. Nach dem Abschluss 1926 unterrichtete er eine Weile im Mittleren Westen, ging, bevor er um 1927 nach New York City ging, wo er im Raum Long Island unterrichtete, aber auch Geigenunterricht beim Konzertmeister der New Yorker Philharmoniker Max Pilzer nahm und bis 1934 am Lehrer-Kolleg der Columbia University studierte. Er beabsichtigte, Komponist zu werden, und änderte unter anderem deshalb 1929 seinen Nachnamen Wagner in Russell. Er komponierte moderne Musik (New School) insbesondere für reine Schlagzeug-Ensembles. 1932 reiste er nach Haiti, um dortige Schlagzeug-Rhythmen zu studieren, was in sein Ballett Ogou Badagri von 1933 einfloss.
1934 bis 1940 tourte er mit einem chinesisch-inspirierten Puppentheater (Red Gate Puppet Players), bei dem er für die Musik zuständig war. Sie traten im ganzen Land auf, was Russell auch Gelegenheit gab, überall nach Jazz-Platten für seine Sammlung Ausschau zu halten. Mit dem Maler Steve Smith startete er 1935 in New York den Hot Record Exchange, der bis 1940 bestand. 1937 war er das erste Mal in New Orleans und 1938 traf er Jelly Roll Morton in Washington D. C., über den er später ein Buch schrieb mit zahlreichen Dokumenten und Interviews von Zeitzeugen. 1939 lieferte er auch Beiträge zu drei Kapiteln des frühen Jazzbuchs Jazzmen (unter anderem das Kapitel New Orleans mit Stephen W. Smith). Mit an der University of Chicago absolvierten Fernkursen erwarb er außerdem seinen Bachelor-Abschluss am Stockton College und bei einem Aufenthalt mit dem Puppentheater 1939/40 in Kalifornien studierte er in Berkeley und an der UCLA, wo er Schüler von Arnold Schönberg war.
1940 zog er nach Pittsburgh zu seinem Bruder und arbeitete bis 1947 hauptberuflich im Rahmen der Kriegsanstrengungen der USA als Chemiker bei der Pennsylvania Transformer Corporation in Pittsburgh. Das Haus seines Bruders war auch der Ort, in dem er die Aufnahmen seines 1944 gegründeten Platten-Labels American Music herausgab (deshalb stand Pittsburgh auf den Label-Namen). Dazu hatte er schon 1942 in New Orleans Bunk Johnson kennengelernt und mit ihm Aufnahmen gemacht (weitere Aufnahmen 1943 in San Francisco), ebenso wie 1943 bei einer zweiten Reise nach New Orleans George Lewis und andere Musiker aus der Frühzeit des New Orleans Jazz, die damals schon fast vergessen waren. Für die Aufnahmen mietete er Hallen und Clubs, denn der Zugang zu Studios war in New Orleans für schwarze Musiker (ebenso wie das öffentliche Zusammenspiel weißer und schwarzer Musiker) damals noch eingeschränkt. Über die ganze Zeit seiner Existenz (1953 machte er letzte Aufnahmen) war das Label ein Ein-Mann-Unternehmen von Russell.
1947 bis 1950 lebte er wieder in seiner Heimatstadt Canton im Haus seiner Eltern. Von 1950 bis 1956 lebte er in Chicago, wo er auch kurz 1950 Unterricht beim Konzertmeister der Chicagoer Symphoniker in Geige nahm. In dieser Zeit war er auch inoffizieller Assistent von Mahalia Jackson (1953 bis 1956), unter anderem bei Proben und Aufnahmen. 1956 zog er nach New Orleans, wo den Plattenladen American Music Records gründete. 1958 wurde er mit Dick Allen Mitbegründer und erster Kurator der Hogan Jazz Archives an der Tulane University und erforschte mit seinen Interviews die Geschichte des frühen Jazz (von 1958 bis 1965).
1962 war er wieder kurz in Canton um sich um die Pflege seiner Eltern zu kümmern. Seinen Plattenladen hatte er 1962 aufgegeben. 1965 zog er endgültig nach New Orleans, wo er in einem kleinen Zimmer im French Quarter wohnte und fast jede Nacht in der Preservation Hall anzutreffen war, wo er Tickets und Platten verkaufte und der Musik zuhörte. Er war eine der Haupt-Anlaufstellen für jeden, der sich für den frühen Jazz interessierte, und gab freigiebig Auskunft. Außerdem reiste er in den 1960er und 1970er Jahren viel in Europa auf der Suche nach alten Instrumenten (die er reparierte) und Autographen. Seit 1967 spielte er Violine im New Orleans Ragtime Orchestra. Er sammelte weiter Jazz-Memorabilien und wurde als Jazzhistoriker konsultiert. 1988 verkaufte er die Rechte an American Music an George H. Buck von Jazzology. 1990 wurden Kompositionen von ihm für Schlagzeug-Ensembles in New York aufgeführt.
Kurz vor seinem Tod 1992 vollendete er noch ein Buch über Jelly Roll Morton (Oh Mr. Jelly: A Jelly Rol Morton Scrapbook, erschienen 1999) und arbeitete an den Re-Issues seiner American Music-Aufnahmen. Sein Nachlass, die William Russell Jazz Collection befindet sich in The Williams Research Center of the Historic New Orleans Collection, 410 Chartres St. in New Orleans. Sie kam gleich nach seinem Tod an das Zentrum und soll aus 36.000 Einzelstücken mit einem Gewicht von 86 Tonnen bestanden haben.

## Schriften
- Beiträge zu Charles Edward Smith, Frederic Ramsey Jazzmen, New York: Harcourt Brace 1939
- mit Charles Edward Smith, Frederic Ramsey, Charles Payne Rogers The Jazz Record Book, New York: Smith & Durrell, 1942
- Jazz Scrapbook. New Orleans: The Historic New Orleans Collection, 1998
- Mike Hazeldine, Barry Martin (Herausgeber): New Orleans Style, New Orleans: Jazzology Press 1994
- Oh Mr. Jelly Roll: A Jelly Roll Morton Scrapbook, Kopenhagen, JazzMedia Apps. 1999